# Saint-Étienne-le-Rond (titre cardinalice)
Le titre cardinalice de Saint-Étienne-le-Rond est cité durant le synode romain du 1er mars 499 et lors de tous ceux qui suivirent. Pendant le pontificat du pape Grégoire Ier il absorba le titre de Saint-Matthieu, mais, à sa mort, les titres furent à nouveau séparés. Ce titre a aussi été connu sous les noms de Saint-Étienne du Mont-Célius, Saint-Étienne in Querquetulano (de Mons Querquetulanus, autre nom du Célius), Saint-Étienne in Girimonte, Saint-Étienne in capite Africæ (car proche de la rue antique appelée Caput Africæ).
Selon le catalogue de Pietro Mallio, rédigé sous le pontificat d'Alexandre III, ce titre dépendait de la basilique Saint-Laurent-hors-les-Murs et ses prêtres officiaient à tour de rôle.

## Titulaires
- Marcello (494-?)
- Benedetto (993 - avant 1010)
- Benedetto (vers 1010 - avant 1012)
- Crescenzio (1012-?)
- Ugo (ou Ugone) (1062-?)
- Sasso (ou Saxo) dei Segni (circa 1117-1136)
- Martino Cybo (ou Guasino, ou Suasinus), O.S.B. (1136-1143)
- Raniero (1143-1144)
- Villano Gaetani (1144-1147)
- Gerardo (ou Bernardo, ou Gherardo) (1150 - avant 1159)
- Gérard (vers 1170-1175)
- Gero (1172), pseudo-cardinal de l'antipape Calixte III
- Vibiano Tommasi (1175-1185)
- Giovanni di Salerno (Salernitanus?), O.S.B. (1191-1208)
- Robert de Courçon (ou de Corzon, ou Cursonus) (1216-1219)
- Nicolas de Bec-Crespin (ou Michel du Bec-Crespin) (1312-1318)
- Pierre Le Tessier (1320-1325)
- Pierre de Mortemart (ou Pierre Gauvain) (1327-1335)
- Ramon de Montfort (ou Raymond), O. de M. (1338)
- Guillaume d'Aure, O.S.B. (1339-1353)
- Élias de Saint-Yrieix, O.S.B. (1356-1363)
- Guillaume d'Aigrefeuille le Jeune (1367-1401)
- Gugilemo di Capua (ou Gugilemo d'Altavilla) (1384 ou 1381-1389)
- Angelo Cino (ou Ghini Malpighi) (1408-1412)
- Pierre Ravat (ou Rabat) (1408-1417), pseudo-cardinal de l'antipape Benoît XIII
- Pierre de Foix, Ordre des Minimes (1414 ou 1415-1431)
- Jean Carrier (1423-1429?), pseudo-cardinal de l'antipape Benoît XIII

- Vacance (1431-1440)

- Renault de Chartres (ou Renaud) (1440-1444)
- Jean d'Arces (1444-1449), pseudo-cardinal de l'antipape Félix V
- Jean Rolin (1448-1483)
- Giovanni Giacomo Schiaffinati (1483-1484); en commende (1484-1497)

- Vacance (1497-1503)

- Jaime de Casanova (1503-1504)
- Antonio Gentile Pallavicino (ou Antoniotto), en commende (1504-1505)
- Antonio Trivulzio, seniore (1505-1507)
- Melchior von Meckau (1507-1509)
- François Guillaume de Castelnau de Clermont-Lodève (1509-1523)
- Bernhard von Cles (1530-1539)
- David Beaton (1539-1546)
- Giovanni Girolamo Morone (1549-1553)
- Giovanni Angelo de Medici (1553-1557)
- Fulvio Giulio della Corgna, Ordre de Saint-Jean de Jérusalem (1557-1562)
- Girolamo da Correggio (1562-1568)
- Diego Espinosa Arévalo (1568-1572)
- Zaccaria Delfino (1578-1579)
- Matteo Contarelli (1584-1585)
- Federico Cornaro, seniore (1586-1590)
- Antonio Maria Sauli (1591-1603)
- Giacomo Sannesio (1604-1621)
- Lucio Sanseverino (1621-1623)
- Bernardino Spada (1627-1642)
- Juan de Lugo, Compagnie de Jésus (1644)
- Giovanni Giacomo Panciroli (1644-1651)
- Marcello Santacroce (1652-1674)
- Bernardino Rocci (1675-1680)
- Raimondo Capizucchi, O.P. (1681-1687)
- Francesco Buonvisi (1689-1700)
- Giovanni Battista Tolomei, Compagnie de Jésus (1712-1726)
- Giovanni Battista Salerni, Compagnie de Jésus (1726-1729)
- Camillo Cybo (1729-1731)
- Antonio Saverio Gentili (1731-1747)
- Filippo Maria De Monti (1747-1754)
- Fabrizio Serbelloni (1754-1763)
- Pietro Paolo De Conti (1763-1770)
- Ludovico Calini (1771-1782)
- Vacance (1782-1786)
- Nicola Colonna di Stigliano (1786-1796)
- Étienne Hubert de Cambacérès (1805-1818)
- Vacance (1818-1834)
- Francesco Tiberi Contigliano (1834-1839)
- Vacance (1839-1845)
- Fabio Maria Asquini (1845-1877)
- Manuel Garcia Gil (1877-1881)
- Paul Ludolf Melchers (1885-1895)
- Sylwester Sembratowicz (1896-1898)
- Jakob Missia (1899-1902)
- Lev Skrbenský z Hříště (1902-1938)
- Vacance (1938-1946)
- Jozsef Mindszenty (1946-1975)
- Vacance (1975-1985)
- Friedrich Wetter (1985-)

## Sources
- (it) Cet article est partiellement ou en totalité issu de l’article de Wikipédia en italien intitulé « Santo Stefano al Monte Celio (titolo cardinalizio) » (voir la liste des auteurs).